# Drets del col·lectiu LGBT a Líbia

Aquest és un article sobre els drets LGBT a Líbia. Les persones lesbianes, gais, bisexuals i transsexuals a Líbia han d'afrontar reptes legals que no experimenten els residents no LGBT. Totes les relacions sexuals fora del matrimoni estan penades a Líbia.

Bandera LGBT sobre el mapa de Líbia.

## Aspectes legals
La major part del territori actual de Líbia va formar part de l'Imperi Otomà fins al seu partició després de la I Guerra Mundial. Existeixen nombrosos testimoniatges homoeròtics de tot aquest període que indiquen que, encara que reprovada per les autoritats religioses, l'homosexualitat era una pràctica comuna entre les elits polítiques en l'àmbit privat. En 1858, durant les reformes del Tanzimat, es va aprovar el primer Codi Penal, descriminalizant l'homosexualitat arreu del territori otomà.
Després de la dissolució de l'Imperi Otomà, Líbia es va convertir en una colònia italiana fins a la II Guerra Mundial. Va passar llavors a ser una administració militar britànica i francesa fins a la unificació d'aquests territoris i el seu independència en 1951. En 1953 es va aprovar el Codi Penal libi, els articles del qual 407 i 408 penalitzen totes les pràctiques sexuals fora del matrimoni amb fins a 5 anys de presó. I l'article 410 estableix que els actes homosexuals consentits entre adults també són il·legals.
A la dècada de 1990, el líder libi Muammar Gaddafi va començar a promulgar lleis de "purificació" dissenyades per imposar una dràstica visió de la llei islàmica sobre la població. Els tribunals libis van rebre el poder d'usar l'amputació, la flagel·lació i altres càstigs contra persones trobades violant la moral islàmica tradicional.
En 2010 el blog Gay Middle East va informar que dos homes adults havien estat acusats d'"actes indecents", el que significava vestimenta transvestida i conducta homosexual.
L'homosexualitat femenina també sembla que és il·legal, ja que es fa una mena reconeixement públic que una persona és gai. L'any 2010, un cas d'asil Francès va implicar una nena líbia que va demanar asil després d'haver estat empresonada, violada i després tornada a la seva família per un matrimoni forçat després d'haver fet una declaració pública en línia que ella era gai. Les execucions sumàries són tol·lerades.

## Condicions socials
El govern no permet la defensa pública dels drets LGTB. Quan es discuteixen, sempre és de manera negativa, d'acord amb la moral tradicional islàmica.
El 2003, Gaddafi va declarar que creia que era "impossible" contraure VIH/SIDA a través del sexe vaginal no protegit i heterosexual. La majoria de les persones LGBT a Líbia mantenen la seva identitat oculta per por de represàlies. Després de la guerra civil de 2011 les condicions de vida per a les persones homosexuals han empitjorat encara més, amb una política que ha donat un gir ideològic cap al conservadorisme religiós.
Al febrer de 2012, un delegat libi va provocar reaccions irades després de dir a un grup de drets humans de les Nacions Unides que els homosexuals amenaçaven el futur de la humanitat. En 2014 es va crear Quzah (en àrab قـــزح, Arc de Sant Martí), una comunitat online per conscienciar i lluitar pels drets de la diversitat sexual des de l'anonimat.

## Taula resum
| Activitat sexual legal amb el mateix sexe                     | (Pena: Càstig de 4 anys o execució sumària) |
| Mateixa edat de consentiment                                  | No                                          |
| Lleis antidiscriminació a la feina                            | No                                          |
| Lleis antidiscriminació en la prestació de béns i serveis     | No                                          |
| Matrimoni del mateix sexe                                     | No                                          |
| Lleis antidiscriminació en el discurs de l'odi i la violència | No                                          |
| Reconeixement de les parelles del mateix sexe                 | No                                          |
| Adopció de fillastres per parelles del mateix sexe            | No                                          |
| Adopció conjunta per parelles del mateix sexe                 | No                                          |
| Prestació de servei militar per gais i lesbianes              | No                                          |
| Dret legal a canviar de gènere                                | No                                          |
| Accés a la fecundació in vitro per lesbianes                  | No                                          |
| Subrogació comercial per a parelles d'homes homosexuals       | No                                          |
| Permís per donar sang als MSMs                                | No                                          |